# Katniss Everdeen
Katniss Everdeen je fikcionalni lik i protagonist iz trilogije Igre Gladi, koju je napisala Suzanne Collins. Njezino ime dolazi od grupe jestivih biljaka, zvanih 'Saggitaria', čiji listovi podsjećaju na oblik strijele što se odnosi na Katnissine streličarske vještine. Katniss u filmu Igre gladi (2012.) igra Jennifer Lawrence, a film je režirao Gary Ross.

### Radnje filma
Katniss i njena obitelj dolaze iz 12 Okruga, koji se bavi rudarstvom, i koji je ujedno najsiromašniji i najrjeđe naseljen od 12 Okruga koji čine izmišljenu državu, Panem. U prvoj knjizi, Katniss volontira za svoju sestru, Primrose Everdeen, koja je odabrana za vrijeme "Žetve", za 74. Igre Gladi "Žetva" je dan na koji su jedna djevojčica i jedan dječak iz svakog okruga, između 12 i 18 godina odabrani da se bore do smrti u areni u običaju koji se zove 'Igre Gladi'. Katniss, te muški predstavnik 12 okruga, Peeta Mellark, se zajedno natječu u Igrama. Katniss koristi svoje streličarske vještine te pobjedi u Igrama Gladi zajedno s Peetom nakon što su se pokušali ubiti s otrovnim bobicama, te tako Kapitol ne bi imao pobjednika. Kroz sljedeće dvije knjige, Plamen i Ptica Rugalica, Katniss postaje simbol pobune 12 okruga i pokušava uništiti Kapitol. Katniss odluči ubiti predsjednicu 13 okruga, izvidnicu pobjeđenog Kapitola. U filmu i knjizi Plamen održavaju se posebne Igre Gladi s već postojećim pobjednicima. Katniss I Peeta odlaze natrag u arenu i tamo Katniss ispaljuje strijelu u nebo koja je omotana žicom a žica oko drveta u koje udara grom. Arena se raspada, Peetu uzima Kapitol, a Katniss vode u okrug 13 koji je stvoren u tajnosti.

### Obitelj
Katniss Everdeen ima dvanaestogodišnju sestru Primrose Everdeen, 41-godišnju majku (ne spominje se imenom), i oca koji je poginuo u eksploziji u rudniku. Majka i sestra su bile iscjelitelji, a otac im je bio poštovani lovac. Naučio je Katniss loviti i raspoznavati jestivo i ne jestivo bilje. Volio je biljke te je zbog toga nazvao svoje dvije kćeri Katniss (što je biljka u obliku strijele) i Primrose (jaglac). 
Primrose zvana Prim umire u Šojci rugalici: 2 zbog eksplozije, a Katnissina majka odlazi u okrug 4 raditi u bolnici.
Katniss završi s Peetom te imaju 2 djece. 